# Eryngium jaliscense
Eryngium jaliscense är en flockblommig växtart som beskrevs av Mildred Esther Mathias och Lincoln Constance. Eryngium jaliscense ingår i släktet martornar, och familjen flockblommiga växter. Inga underarter finns listade i Catalogue of Life.